# عشق‌آفرین
عشق‌آفرین فیلمی به کارگردانی  و نویسندگی احمد نجیب زاده محصول سال ۱۳۴۸ است.

## بازیگران
- عارف
- کتایون
- ثریا بهشتی
- سارا
- لیدوش
- اشرف کاشانی
- محمد فرزین
- مانوئل ماروتیان
- غلامحسین بهمنیار
- منوچهر سحابی
- مهشید افشارزاده